# Cypripedium × ventricosum
Cypripedium × ventricosum là một loài thực vật có hoa trong họ Lan. Loài này được Sw. mô tả khoa học đầu tiên năm 1800.